# Tanjung Beringin (Sumbul)
Tanjung Beringin is een bestuurslaag in het regentschap Dairi van de provincie Noord-Sumatra, Indonesië. Tanjung Beringin telt 2864 inwoners (volkstelling 2010).